# Toivo Järvi
Toivo Henrik Järvi, född 31 mars 1877 i Helsingfors, död där 9 juli 1960, var en finländsk zoolog och fiskeriman. Han var far till Osmo Järvi.
Järvi var 1908–1918 fiskeridirektörens äldre assistent, 1918–1923 överdirektör för fiskeristyrelsen och 1924–1947 professor och föreståndare för byrån för fiskeriundersökningar i Helsingfors. Järvi utgav värdefulla skrifter rörande spindlar och fiskeribiologiska ämnen, bland annat Suomen merikalastus ja jokipyynti (1937).